# Mazama rufa
La corzuela colorada es un taxón específico (Mazama rufa) o subespecífico (Mazama americana rufa) de cérvido del género Mazama, que habita en selvas del centro-este de Sudamérica. 

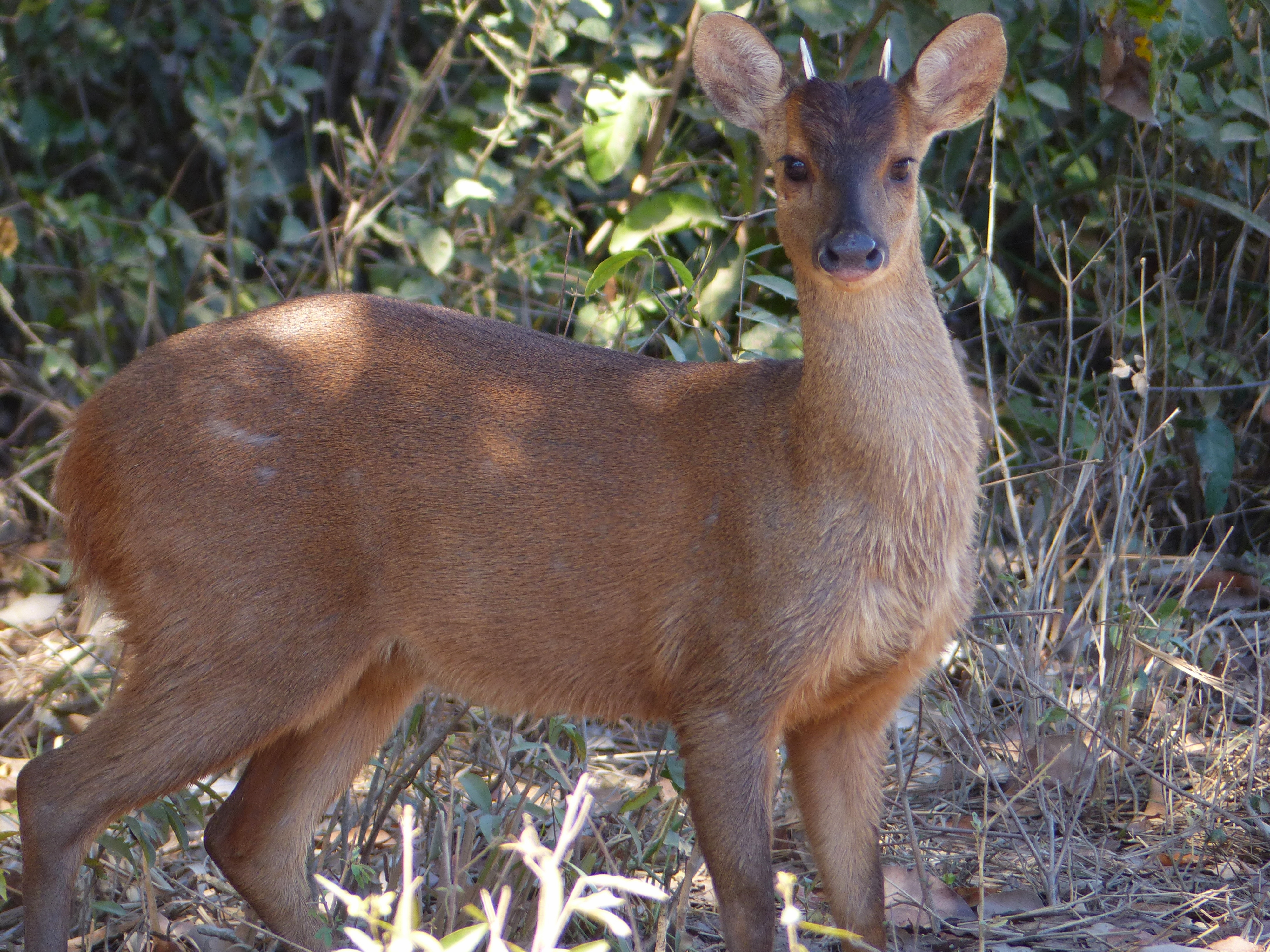
Un ejemplar macho en el Pantanal brasileño, cuya población podría pertenecer a este taxón.

## Nombres vulgares
Los nombres vulgares en castellano con los que se lo conoce son: corzuela colorada, corzuela roja, corzuela grande, pardo, venado grande, venado pardo, etc. En idioma guaraní se la llama: guasú-pihtá, guazú-pihtá, guasúpará o chumbí; en el idioma portugués brasileño se la conoce con los nombres de: bombachudo, veado mateiro o veado pardo.

## Taxonomía
Descripción original
Este taxón fue descrito originalmente en el año 1811 por el zoólogo alemán Johann Karl Wilhelm Illiger, quien lo consideró como una buena especie, dándolo a conocer con el nombre científico de Cervus rufus. 
Hay un cierto debate sobre la correcta fecha en que se dio a conocer, ya que si bien la publicación de la obra donde figuraba el artículo de la descripción ocurrió en el año 1815, ya en el año 1811 Illiger hizo público su paper en la Academia de Ciencias de Berlín, hecho que, para la época, era suficiente para considerarla como una publicación válida desde el punto de vista de acto nomenclatural.
Para su descripción, Illiger se basó en el relato de un morfotipo de cérvido denominado: “Guazú-pitá” (la especie n.º VI) realizado por el militar, ingeniero, explorador, cartógrafo, antropólogo y naturalista español Félix de Azara en el año 1801, empleando para ello sus observaciones biológicas que hizo mientras estuvo instalado en lo que hoy es Paraguay. Como el español no utilizó la nomenclatura linneana, Illiger adaptó a la misma la descripción del ciervo de Azara, para así otorgarle una denominación científica formal.
Localidad y ejemplar tipo
Azara no indicó localidad tipo. En el año 1961, la localidad tipo fue restringida por el zoólogo y paleontólogo español —nacionalizado argentino— Ángel Cabrera Latorre, a: “Asunción, Paraguay”, que era la ciudad donde residía el militar español.
Al momento de su descripción linneana, Illiger no definió un ejemplar holotipo, ya que la descripción se basó solamente en el relato de Azara. Esto dificultaba la comparación molecular con otras poblaciones y, por lo tanto, su correcta asignación y ubicación en la jerarquía taxonómica, afectando también a la estabilidad taxonómica, por lo que Douglas Jovino Luduvério se propuso escoger y designar un ejemplar neotipo.
Para cumplir con su propósito, en el año 2016 un equipo de colecta realizó 2 infructuosas expediciones científicas a Asunción, buscando algún ejemplar del taxón en el área comprendida dentro de un radio de 30 a 300 km con eje en esa capital, sin poder hallar allí a ningún espécimen de esta corzuela, en razón de que, desde hace muchos años, no hay reportes en la zona sobre la presencia de este animal, como consecuencia de la caza desmedida y la trasformación de su hábitat producida en buena parte de la región oriental del Paraguay. Áreas ya más distantes a esa ciudad fueron analizadas, teniendo como premisas que presenten el ambiente típico de este cérvido, la continuidad original de hábitat desde Asunción hasta el sitio de recolección viable y que no hubiera una barrera geográfica que se interponga, a la cual las corzuelas no hubiesen podido superar. La reserva natural del Bosque Mbaracayú, ubicada en el departamento de Canindeyú, contaba con buenas poblaciones de este animal, pero las autoridades paraguayas no permitieron que la autorización de recolección otorgada se extienda a alguna reserva federal.
De allí que se tuvo que optar por el parque nacional do Iguaçu; una reserva biológica donde este ciervo es común, que está situada en el extremo sudoccidental del estado de Paraná, en el sudeste del Brasil, un área protegida de amplia superficie fronteriza con la Argentina y a pocos kilómetros del límite con Paraguay. Al no obtener tampoco permisos de colecta para ser ejercidos en su interior, se prepararon para peinar las chacras vecinas a la reservas; sin embargo, la captura no fue necesaria ya que, el 4 de octubre de 2017, en la avenida de acceso al parque —justo antes de la entrada al mismo— una hembra adulta fue atropellada, pudiéndola estudiar el equipo del Núcleo de Investigación y Conservación de Cérvidos (NUPECCE) incluso cuando aún estaba viva, colectando todo el material genético necesario, junto con material para análisis morfológicos (cráneo, postcráneo y piel). Se agregaron además, un lote de ejemplares de localidades de la región, para ser incluidos en la redescripción, con la categoría de paratipos.
Con el número de colección NPC118, la piel y todo el esqueleto de la hembra atropellada fueron depositados en la institución que resguarda la colección más importante del mundo del género Mazama, con materiales de más de 100 especímenes, el Museo Cervidológico del Núcleo de Investigación y Conservación de Cérvidos (NUPECCE), ubicado en el Campus de Jaboticabal de la Facultad de Ciencias Agrarias y Veterinarias (FCAV) perteneciente a la Universidad Estatal Paulista "Júlio de Mesquita Filho" (UNESP), en el estado de São Paulo.
De esa forma, la localidad tipo quedó definida de la siguiente forma: “número 2264 de la Avenida das Cataratas (BR 469), en las coordenadas: 25°36′22.66″S 54°29′54.50″O / -25.6062944, -54.4984722, municipio de Foz do Iguaçu, estado de Paraná, Brasil”.
Etimología
Etimológicamente, el término genérico Mazama deriva de los nombres comunes mázame, maçame, o teathlamaçame, con los que se identificaba a una especie de venado en uno de los idiomas hablado por los pobladores de una etnia indígena mexicana.
El epíteto específico rufa deviene de la palabra en latín rufus, que significa ‘rojo’, ‘rufo’, en referencia a la coloración predominante de su pelaje.

## Historia taxonómica y justificación de su especificidad
En el año 1817, el polímata, naturalista, meteorólogo, y arqueólogo estadounidense —de origen franco-germano-italiano— Constantine Samuel Rafinesque, transfiere al taxón al nuevo género por él creado: Mazama.
Casi un siglo después, en el año 1915, el zoólogo estadounidense Joel Asaph Allen publicó la revisión del género Mazama, en la cual considera al taxón M. rufa como una especie plena, dividiéndola en 2 subespecies: Mazama rufa rufa y Mazama rufa jucunda.
Para el año 1940, continuaba siendo una buena especie, según José Yepes y Ángel Cabrera, pero este último autor, en el año 1961, la rebajó a la categoría subespecífica, incluyéndola en Mazama americana, es decir, con el trinomio: Mazama americana rufa; durante décadas fue ampliamente aceptada esta consideración.
Mazama americana fue descrita en el año 1777 por el médico y naturalista alemán Jonann Christian Polycarp Erxlebe, teniendo su localidad tipo en Cayena, Guayana Francesa. Si bien la intensidad de la tonalidad rojiza sobre la pardusca es variable de ejemplar en ejemplar, para Juan Carlos Chébez, Elio Massoia y Andrés Bosso la población que habitaba la selva de la provincia argentina de Misiones difería en exhibir una mayor proporción de color marrón —de allí el nombre de “pardo” con la que se la conoce entre los pobladores locales—, lo que les hacía sospechar a los investigadores si en realidad no se trataba de Mazama americana jucunda Thomas, 1913, que se distribuiría desde São Paulo hasta Río Grande del Sur, con localidad típica en Roza Nova, serra do Mar, estado de Paraná, Brasil. En el área correspondiente a las selvas ribereñas del chaco oriental, se describió a Mazama americana rossii Lönnberg, 1919, con localidad típica en Río de Oro, en el este de la provincia argentina del Chaco, población separada por el río Bermejo de la de M. a. rufa, del este de Formosa y Paraguay, pero podría ser solo un sinónimo más moderno de esta última. Más hacia el oeste, en las selvas de montaña de las yungas del sur de Bolivia y de las provincias argentinas de Jujuy y Salta, habita el taxón denominado Mazama americana sarae Thomas, 1925, no M. a. rufa como creía Claes Christian Olrog.
Para ayudar a esclarecer el dificultoso ordenamiento taxonómico del clado denominado “Complejo Mazama americana”, en el año 2016, Analorena Cifuentes Rincón propuso como neotipo de M. americana a un ejemplar macho adulto colectado en los alrededores de la ciudad de Régina, en una región próxima a la localidad tipo. Fue necesario el desplazamiento de 70 km respecto a la ubicación de Cayena porque los alrededores inmediatos a esta última ciudad se han transformado en áreas urbanizadas. Este ejemplar fue caracterizado genética y morfológicamente, presentando patrones cromosómicos distintos a los que poseen las poblaciones de todo el territorio de Brasil que tradicionalmente eran reconocidas como pertenecientes a M. americana, demostrando que la verdadera M. americana no pertenece a la fauna brasileña.
La investigación demostró que las corzuelas que se consideraban M. “americana” que habitan en la cuenca del río Paraná —las que eran clasificadas como del “citotipo Paraná”—, pertenecen a una distinta especie respecto a las de los citotipos de la cuenca amazónica de Juína (estado de Mato Grosso), Rondonia, Acre y Carajás (estado de Pará). En un estudio en donde se cruzó parejas que presentan diferentes cepas cromosómicas (citotipos), los machos híbridos resultantes tuvieron baja o nula fertilidad. Igual resultado arrojó otro estudio respecto a las hembras producidas por ese tipo de cruces, lo que también demostró cuan profunda e insuperable era la barrera reproductiva entre los distantes cariotipos estudiados.
En el año 2018, Douglas Jovino Luduvério realizó su tesis sobre este taxón, caracterizándolo con el auxilio de técnicas integrativas como citogenética, genética molecular, morfología, e incluyéndolo en análisis filogenéticos de los resultados moleculares, relacionándolo con los otros taxones genéricos. Para la caracterización molecular, utilizó marcadores de ADN mitocondrial; en el genoma mitocondrial, el gen Citocromo b (CytB), la subunidad I de Citocromo oxidasa (COI), NADH5 Deshidrogenasa subunidad 5 y región de control mitocondrial (D-loop). Realizó árboles filogenéticos para dilucidar relaciones evolutivas. Finalmente, todos los datos obtenidos se analizaron dentro de los conceptos de especies filogenéticas y de cohesión de especies, así como el principio de concordancia genealógica.
El patrón de cariotipo mostrado por el holotipo de Mazama rufa resultó ser 2n= 52 y NF= 56 + 4-6Bs; es el mismo patrón encontrado para las Mazama aff. americana con el “citotipo Paraná” de Brasil y para una hembra de Paraguay, pero diferente del encontrado en el neotipo de M. americana (2n= 45 NF= 50 + 3Bs), así como también diferente al patrón de cariotipo de M. temama (2n = 50 y NF = 70). Esta desemejanza en el número diploide proporciona una barrera post-cigótica. Como la citogenética es determinante para la asignación taxonómica en el género Mazama, se procedió a retirar de la sinonimia de M. americana al taxón, elevando así a Mazama rufa al nivel de especie plena, a pesar de que sus rasgos cromáticos, merísticos y su morfología se solapan con los de otras poblaciones del clado/superespecie Mazama americana. Los resultados filogenéticos, principalmente los de los genes D-loop y ND5, demostraron claramente la distancia filogenética entre M. rufa y los otros clados tradicionalmente incluidos en M. americana. Las 4 topologías presentadas dieron resultados similares, con solo una diferencia en el soporte estadístico para cada clado, por lo que se asumió la consistencia del resultado al que se arribó. La uniformidad en la forma y apariencia de todos los integrantes del género —que tantas complicaciones ha causado a los taxónomos—, obedecería a la evolución convergente determinada por haber evolucionado en el mismo tipo ambiental (el sotobosque denso de formaciones boscosas tropicales y subtropicales húmedas).

## Características
Mazama rufa posee la misma conformación que otras corzuelas: un cérvido de tamaño corporal medio (aunque grande para el promedio del género), con una alzada en la cruz de alrededor de 70 cm y machos con astas no bifurcadas, afiladas y cortas —12 cm de longitud—. El ejemplar tipo presentó pelaje corto, de color general castaño a canela, tanto lo dorsal como lo ventral; en el cuello era más grisáceo; en la mitad superior de la cabeza —incluidas las orejas— pasaba a gris-oscuro o marrón negruzco, al igual que en las patas, siendo la mitad basal de la parte interior de las delanteras canela-blancuzco y de las traseras de color blanco, igual color que la parte inferior de la cola —por arriba es como el dorso— y que 3 manchas: nasal, mentoniana y una amplia zona gular; el área superciliar era canela. Presentó característicos mechones de pelos en el área frontal, en la faja rostral y en la región tarsal, así como pelos antevertidos (orientados hacia delante) en la línea media dorsal del cuello. El peso del holotipo fue de 33,7 kg; el de los paratipos se ubicó entre los 30 kg y los 42 kg.

## Distribución y hábitat
Este taxón se distribuye en el centro-este de América del Sur, en las partes más espesas de selvas húmedas tropicales y subtropicales de llanura o serranas, en altitudes comprendidas entre los 60 y los 1000 m s. n. m.. Ante su similitud fenotípica respecto a los otros clados que se convenían como englobados en Mazama americana, y el desconocimiento también de la real distribución de estos últimos, la geonemia de M. rufa no se conoce con exactitud, por lo que el área geográfica formal sería la de la restricción de la descripción hecha por Azara y la del tipo y los paratipos que se han estudiado, es decir, Paraguay y el estado de Paraná (Brasil). Si bien faltan estudios que lo demuestren, por razones biogeográficas, corresponderían a esta especie las corzuelas rojas que viven en los dominios de la ecorregión selva Paranaense —o mata atlántica interior— y selvas marginales de los ecosistemas  colindantes, en la parte centro y oriental de Paraguay, el nordeste de la Argentina y el sudeste de Brasil, por lo menos en las porciones occidentales de los estados de Paraná y Santa Catarina, así como en el norte y noroeste de Río Grande del Sur y Mato Grosso del Sur, pudiendo extenderse también a partes de São Paulo y a otros estados situados más al norte.

## Costumbres y relación con el hombre

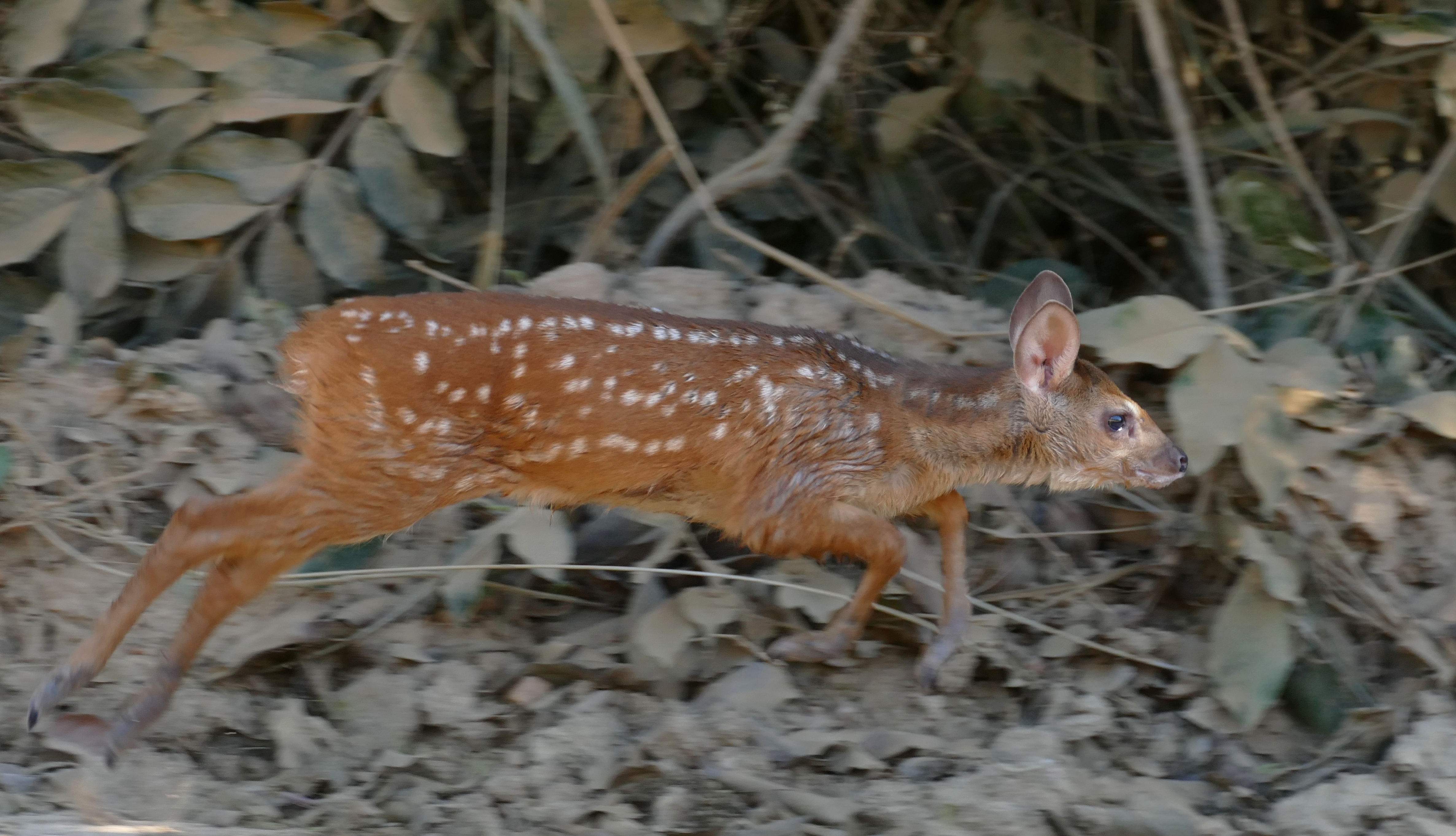
Un juvenil, con su característica librea salpicada de blanco, fotografiado en el Pantanal brasileño, cuya población podría pertenecer a este taxón.

Es un animal de hábitos huidizos, nocturno y terrestre, si bien incursiona en los arroyos y ríos para comer las plantas acuáticas y para huir del peligro, ya que es ágil en el agua, pudiendo cruzar ríos de 300 metros de ancho —por lo que los cursos fluviales no son eficaces barreras impermeables para el flujo de genes—, haciéndolo a notable velocidad, por lo que se la reputa como de más rápido nado que todos los mamíferos terrestres con los que convive. Recorre el sotobosque, sola o en pareja, en búsqueda de alimento, intentando pasar desapercibida de sus predadores, entre los que se encuentran: el yaguareté, el puma, el hurón mayor, anacondas, yacarés, etc. Es un rumiante con una dieta herbívora y frugívora; consume brotes, hojas, frutos y semillas. El macho se diferencia de la hembra solo porque exhibe cornamenta, la cual es corta y sin bifurcaciones; su recambio sería más o menos anual (pudiendo mantenerse por más de un año) y sin época fija. Entre septiembre y febrero, luego de una gestación de alrededor de 225 días, la hembra pare generalmente una sola cría, la cual posee, hasta los primeros 2 o 3 meses, una librea compuesta por un salpicado blanco sobre el pelaje del  dorso y los lados del cuerpo, coloración juvenil que posteriormente va desapareciendo para tomar la del adulto.
Es una especie indicadora, ya que su presencia o ausencia señala la presión cinegética que sufre la zona. Es muy buscada por los cazadores deportivos, así como por los que la utilizan como fuente de proteínas, ya que su carne es de las más apreciadas, por lo que se entrena a perros especializados en seguir sus rastros y perseguirlas en el monte, por lo que se los llama “venaderos”.
En la selva convive con otras 2 especies de su mismo género, la corzuela enana (Mazama nana) y la corzuela parda (Mazama gouazoubira), esta última mayormente en áreas con más intervención antrópica. De la primera se la distingue por su mayor tamaño y su garganta más blanca; de la segunda por una tonalidad más rojiza en el pelaje y por sus orejas más cortas.